# Vannon
Der Vannon ist ein Fluss in Frankreich, der in den Regionen Grand Est und Bourgogne-Franche-Comté verläuft. Er entspringt unter dem Namen Genru im nördlichen Gemeindegebiet von Pressigny und entwässert zunächst in südwestlicher Richtung durch das Département Haute-Marne. Südlich von Tornay, nach einer Länge von rund elf Kilometern, versickert der Fluss im karstigen Untergrund (47° 41′ 18″ N, 5° 36′ 11″ O). In seinem unterirdischen Verlauf wechselt er ins Département Haute-Saône und erreicht etwa sieben Kilometer weiter, im westlichen Gemeindegebiet von Fouvent-Saint-Andoche, als Karstquelle wieder die Oberfläche  (47° 39′ 37″ N, 5° 39′ 14″ O). Von hier verläuft er in südöstlicher Richtung und mündet nach weiteren rund 20 Kilometern mit einer Gesamtlänge von etwa 38 Kilometern im Gemeindegebiet von Membrey als rechter Nebenfluss in die Saône. Ein weiterer Mündungsarm zweigt beim Ort Membrey ab und mündet etwa 1,3 Kilometer weiter oberhalb in die Saône.

## Orte am Fluss
(Reihenfolge in Fließrichtung)
- Pressigny
- Genevrières
- Tornay
- Fouvent-Saint-Andoche
- Roche-et-Raucourt
- Brotte-lès-Ray
- Vaite
- Membrey